# 森蚺
森蚺（學名：Eunectes murinus）又名南美蟒蛇，是一種體型巨大的無毒蛇，主要棲息於南美洲熱帶雨林、河川、沼澤，為蚺科體型最大的成員，同時是世上最大的蛇之一。

## 體型
森蚺是全世界最重的蛇，也是世界最大的蛇之一，可以長到7公尺（23英尺）以上。有傳森蚺甚至可以長達10.6公尺至12.2公尺（35至40英尺），但是並沒有可靠的證據驗證這些說法。有人提供一筆50,000美元的獎金要給予捕捉到長度超過9.1公尺（30英尺）森蚺的人，但是直到目前為止仍然沒有人獲得獎金。雖然亞洲的網紋蟒比森蚺還要長，但是森蚺比網紋蟒還要重，是目前世界上最重的蛇。 [Jesús Antonio Rivas]论文中记录捕获最长的一条森蚺长5.21公尺，97公斤。

## 長度

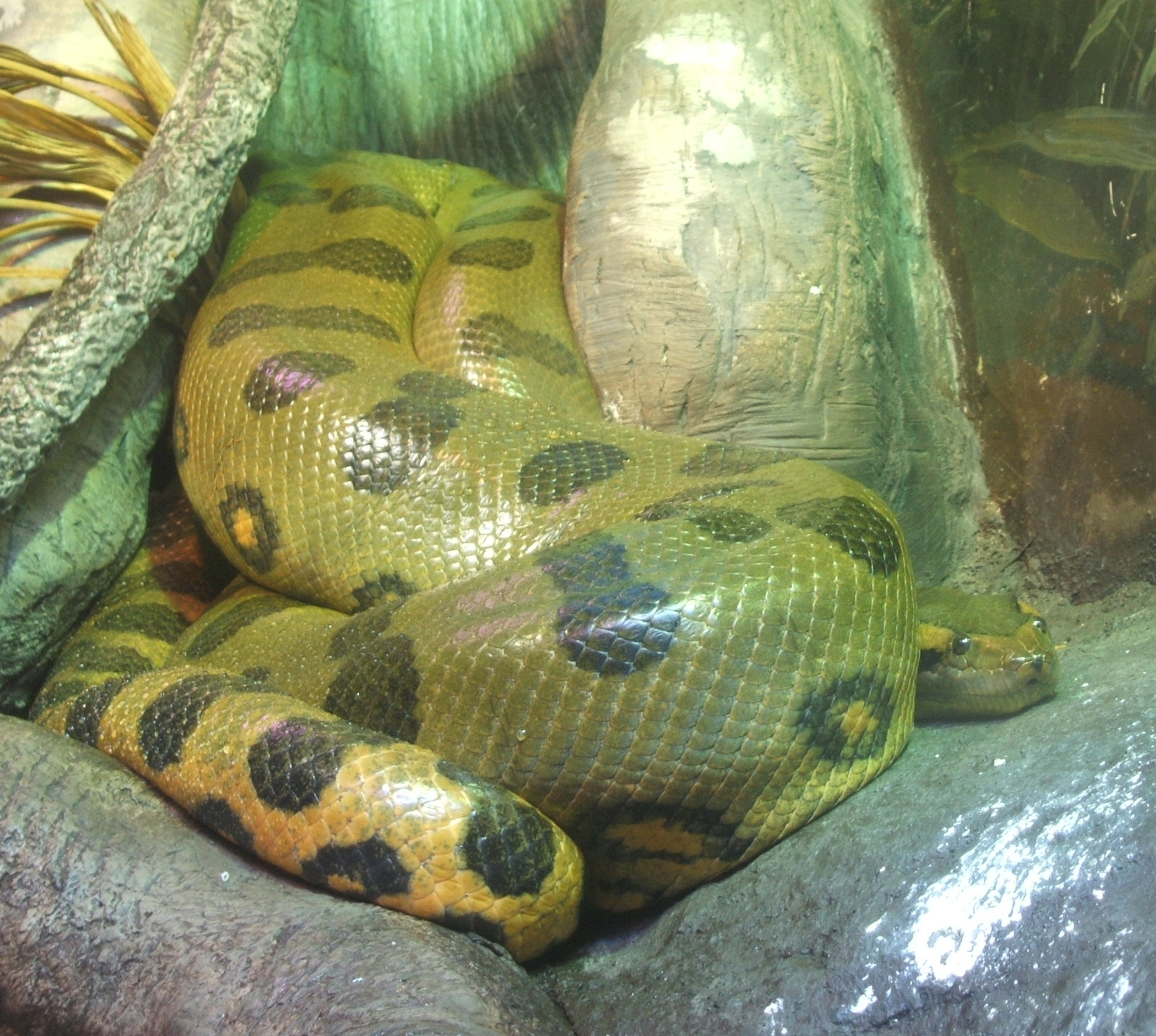
新英格蘭水族館（New England Aquarium）中的森蚺

森蚺與網紋蟒都是世上最大的蛇，但是森蚺在一些鄉野傳說中變得十分巨大。傳說在委內瑞拉的亞諾斯草原，有一條超過30公尺(約100英尺)長的大森蚺曾經摧毀了整座村莊。

### 紀錄
許多森蚺的歷史長度紀錄極為誇大，一些動物學家（包括阿尔弗雷德·拉塞尔·华莱士及亨利·貝茲）注意到許多森蚺的長度報告為30或40英尺，但是經過他們觀察顯示森蚺的長度不會超過20英尺 (6.09米)，許多紀錄與估計都是不可靠的。曾經有一個可靠的案例，一位地理學家殺了一條森蚺後，使用一根4公尺長的棍子來計算森蚺的長度，結果發現森蚺的長度為棍子的3倍（12公尺）。但是這項資訊直到許多年以後才公開，而地理學家後來認為他可能搞錯了，森蚺的長度可能只有棍子的2倍（8公尺）。爬蟲學者威廉斯·拉瑪（William W. Lamar）在1978年的哥倫比亞曾經記錄到一條巨大的雌性森蚺，長度為7.5公尺（24.7英尺），重136至181公斤（300－400磅）。

### 估計
生物學家曾經根據其他蛇類長度來估計森蚺的長度。在許多情況下，蛇類最大長度是最小長度的1.5倍至2.5倍。根據這種情況來估計，因為森蚺的最小長度為3.2公尺（10.5英尺），森蚺的最大長度推測為8.0公尺（26.3英尺）。然而網紋蟒並不符合這種原則，一條雌性網紋蟒的長度曾經超過最小長度的2.5倍。而且許多森蚺是在草原被人類捕獲，這裡的食物比較少且較多人類在此活動，而叢林中的森蚺可能更為巨大，因為這裡人類比較少，食物卻比草原還多。

## 分布
森蚺棲息於南美洲安地斯山脈東側，包括秘魯、玻利維亞、巴西、烏拉圭、委內瑞拉、厄瓜多、特立尼達島與巴拉圭北部。生物學家認為森蚺原產於南美洲，佛羅里達大沼澤地發現的小型群居被認為是外來種移入的。
森蚺棲息沼澤、湿地與寧靜的河川中，主要位於亞馬遜河與奧里諾科河流域的熱帶叢林。森蚺在陸地上移動遲緩，但是在水中則十分迅速敏捷。森蚺的眼睛與鼻位於頭部前方，可以讓牠們的身體在獵捕獵物時幾乎完全浸在水中。

## 獵食

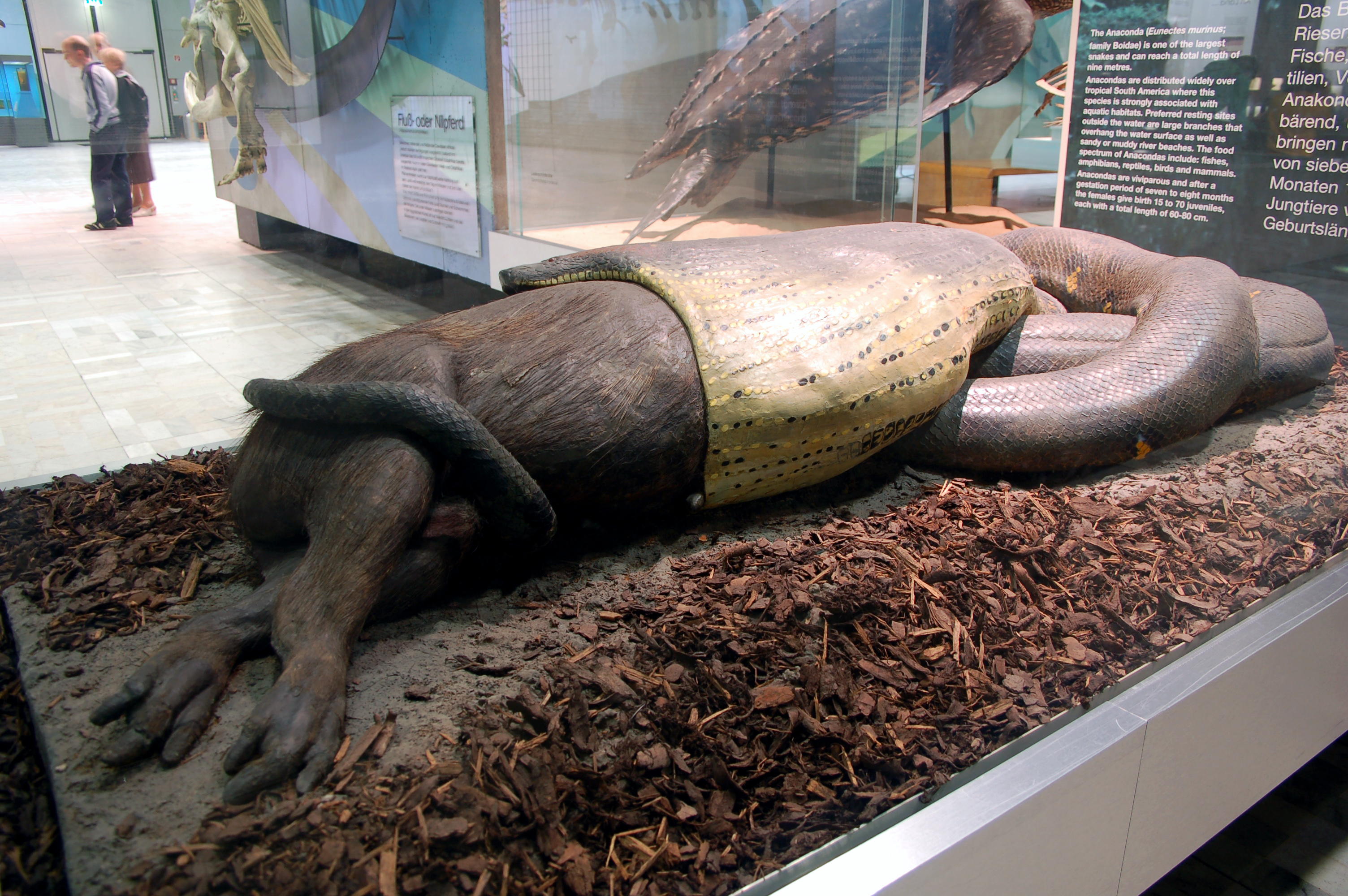
森肯伯格自然博物館（Naturmuseum Senckenberg）中展示的森蚺獵食過程

身為親水性的頂級掠食者，森蚺的食物種類相當多元，包括魚類、鳥類、許多哺乳類與爬蟲類。許多大型哺乳類與爬蟲類也是森蚺獵食的對象，包括水豚、貘、鹿與凱門鱷，但是並非十分常見。森蚺會先將獵物窒息之後，再慢慢吞食。在當地有傳說森蚺以人類為食，但幾乎沒有證據可證明森蚺食人。森蚺也會殘殺同類，許多紀錄顯示大型的雌性森蚺也會獵殺小型的雄性森蚺。目前生物學家仍無法確定發生這種現象的理由，可能是兩性異形所導致的，也可能是雌性森蚺需要更多食物來增加懷孕時期的營養供給，附近的雄性森蚺只是剛好可以提供雌性森蚺營養來源。

## 繁殖
森蚺在成年期之前都是單獨活動的狀態，成年期會出現在雨季，並持續幾個月之久。在這段時期，雄性森蚺會去尋找雌性森蚺，但是生物學家對於雄性森蚺如何尋找雌性森蚺仍不清楚。有可能是雌性森蚺在空氣中釋放出是刺激雄性森蚺的物質，因為生物學家發現當許多雄性森蚺接近雌性森蚺時，雌性森蚺完全沒有移動。雄性森蚺經常會輕彈舌頭是感覺某種化學物質，並藉此發現雌性森蚺。
當雄性森蚺與雌性森蚺性器官接合的時候，雄性森蚺會將尾部纏繞在雌性森蚺的身體上，並進行交配。森蚺的求偶與交配幾乎都在水中進行。森蚺的懷孕時期長6至7個星期，牠們跟大部分蚺科一樣胎生（非卵胎生）。每一胎經常有20至40條幼蛇出生，有時則會多達100條。雌性森蚺在懷孕時期結束後會失去幾乎一半的體重。
幼蛇長70至80公分，而且雌性森蚺並不會多加照顧。因為體型不大，所以许多幼蛇經常會被黑凱門鱷、美洲豹、黃森蚺⋯⋯等動物吞食。如果牠們可以倖存下來的話，會在幾年中之內快速成長達到性成熟再也沒有天敵，成年期之後的成長速度就會減緩。

## 文化
1997年，索尼公司拍摄了以居住在亚马逊雨林的森蚺為主角的電影《狂蟒之災》（Anaconda）。

## 相關文獻
- Dirksen L, Böhme W. 1998. Studien an Anakondas 2: Zum taxonomischen Status von Eunectes murinus gigas (Latreille, 1801) (Serpentes: Boidae), mit neuen Ergebnissen zur Gattung Eunectes Wagler, 1830.- Salamandra 34(4): 359-374.
- Dirksen L. 2002. Anakondas. Monographische Revision der Gattung Eunectes (Wagler, 1830).- Natur und Tier-Verlag Münster. ISBN 3-931587-43-6. 187 pp.

## 外部連結
- Eunectes murinus (Green anaconda): Cannibalism at prodigy.net. Accessed 1 December 2008.
- Anacondas.org （页面存档备份，存于）. Accessed 1 December 2008.